# Ophiodothella calamicola
Ophiodothella calamicola är en svampart som först beskrevs av T.S. Ramakr. & K. Ramakr., och fick sitt nu gällande namn av K.D. Hyde & P.F. Cannon 1999. Ophiodothella calamicola ingår i släktet Ophiodothella och familjen Phyllachoraceae.   Inga underarter finns listade i Catalogue of Life.